# 林间旱狼蛛
林间旱狼蛛（学名：Xerolycosa nemoralis）为狼蛛科旱狼蛛属的动物。分布于欧洲、俄罗斯、日本以及中国大陆的新疆、吉林、内蒙、黑龙江等地，常生活于山野林间草丛。其生存的海拔范围为2700至750米。该物种的模式产地在欧洲。